# Afrosternophorus cavernae
Afrosternophorus cavernae är en spindeldjursart som först beskrevs av Beier 1982.  Afrosternophorus cavernae ingår i släktet Afrosternophorus och familjen Sternophoridae. Inga underarter finns listade i Catalogue of Life.